# Grant Nicholas
Joseph Grant Nicholas (ur. 12 listopada 1967 w Newport, Monmouthshire) – piosenkarz i gitarzysta zespołu Feeder.
Nicholas urodził się w Newport, ale dorastał w Pwllmeyric, Monmouthshire. Po raz pierwszy wystąpił publicznie w wieku lat 11 w szkole. W szkole, Nicholas grał na trąbce w swoim pierwszym zespole, Sweet Leaf (nazwa ta pochodzi z utworu zespołu Black Sabbath, który był ulubionym zespołem Granta w jego latach szkolnych, a pierwszy raz widział ich na żywo, w Colston Hall w Bristolu ). Rodzice obiecali mu że dostanie gitarę, jak dobrze zda egzaminy.  Otrzymał gitarę po zdaniu egaminów. Po opuszczeniu szkoły Nicholas pracował jako kurier rowerowy w Południowej Walii. Tam też poznał przyszłego perkusistę zespołu Jona Lee, Gdy przeprowadził się do Londynu gdzie pracował jako inżynier dźwięku poznał Take'a Hirose'a basistę zespołu. Ma partnerkę życiową – Kanę, z którą ma dwójkę dzieci. Żyją razem w Crouch End, Londyn.